# Rödbent solekorre
Rödbent solekorre (Heliosciurus rufobrachium) är en däggdjursart som först beskrevs av Waterhouse 1842.  Heliosciurus rufobrachium ingår i släktet solekorrar och familjen ekorrar. IUCN kategoriserar arten globalt som livskraftig.

## Taxonomi
Catalogue of Life och Wilson & Reeder (2005) skiljer mellan 22 underarter:
| Heliosciurus rufobrachium rufobrachium (Waterhouse, 1842) | Heliosciurus rufobrachium leakyi Toschi, 1946          |
| Heliosciurus rufobrachium arrhenii (Lönnberg, 1917)       | Heliosciurus rufobrachium leonensis Thomas, 1923       |
| Heliosciurus rufobrachium aubryi (Milne-Edwards, 1867)    | Heliosciurus rufobrachium lualabae Thomas, 1923        |
| Heliosciurus rufobrachium benga Cabrera, 1917             | Heliosciurus rufobrachium maculatus (Temminck, 1853)   |
| Heliosciurus rufobrachium brauni St. Leger, 1935          | Heliosciurus rufobrachium medjianus J. A. Allen, 1922  |
| Heliosciurus rufobrachium caurinus Thomas, 1923           | Heliosciurus rufobrachium nyansae (Neumann, 1902)      |
| Heliosciurus rufobrachium coenosus (Thomas, 1909)         | Heliosciurus rufobrachium obfuscatus Thomas, 1923      |
| Heliosciurus rufobrachium emissus Thomas, 1923            | Heliosciurus rufobrachium occidentalis (Monard, 1941)  |
| Heliosciurus rufobrachium hardyi Thomas, 1923             | Heliosciurus rufobrachium pasha (Schwann, 1904)        |
| Heliosciurus rufobrachium isabellinus (Gray, 1867)        | Heliosciurus rufobrachium rubricatus J. A. Allen, 1922 |
| Heliosciurus rufobrachium keniae (Neumann, 1902)          | Heliosciurus rufobrachium semlikii Thomas, 1907        |

Vissa auktoriteter anser att underarterna egentligen utgör ett komplex av flera arter.

## Beskrivning
En stor solekorre med mörkbrun, rödaktig eller grå päls på ryggsidan, ibland spräcklig i brungrått. Undersidan kan vara ljusbrun, beige, eller brunröd. Skuldror och ben, inklusive innerdelen av bakbenen kan vara allt från klarröda över spräckligt bruna till grå. Trots trivialnamnet är alltså benen långtifrån alltid röda. Svansen är lång och randig i mörkbrunt och brungrått; huvudet är litet med korta öron och stora ögon. Kroppslängden vaierar mellan 20 och knappt 26 cm, ej inräknat den 21 och 30 cm långa svansen. Vikten varierar mellan 250 och 401 g.

## Ekologi
Habitatet utgörs främst av tropiska regnskogar. Arten hittas även i mera torra galleriskogar, på savanner, i mangrove och på jordbruksmark, speciellt kakao- och oljepalmplantager. Individerna bygger bon i håligheter i trädstammar eller större grenar. Det förekommer också att de inrättar sina bon i ihåliga timmerstockar, i halmtak och i bikupor.
Arten är allätare, och äter löv, frukter, nötter, i synnerhet från olje- och dadelpalmer, insekter och ibland även ägg, småfåglar och geckoödlor.
Arten leker två gånger per år, troligtvis i juli till september och i november till januari. Kullarna omfattar en till fem ungar, vanligtvis två.

## Utbredning
Denna solekorre förekommer i västra och centrala Afrika från Senegal till västra Kenya. Sydgränsen går troligtvis vid Kongofloden.